# Łagów (gromada w powiecie opatowskim)
Łagów – dawna gromada, czyli najmniejsza jednostka podziału terytorialnego Polskiej Rzeczypospolitej Ludowej w latach 1954–1972.
Gromady, z gromadzkimi radami narodowymi (GRN) jako organami władzy najniższego stopnia na wsi, funkcjonowały od reformy reorganizującej administrację wiejską przeprowadzonej jesienią 1954 do momentu ich zniesienia z dniem 1 stycznia 1973, tym samym wypierając organizację gminną w latach 1954–1972.
Gromadę Łagów z siedzibą GRN w Łagowie (wówczas wsi) utworzono – jako jedną z 8759 gromad na obszarze Polski – w powiecie opatowskim w woj. kieleckim, na mocy uchwały nr 13f/54 WRN w Kielcach z dnia 29 września 1954. W skład jednostki weszły obszary dotychczasowych gromad Łagów, Nowy Staw i Wola Łagowska ze zniesionej gminy Łagów w tymże powiecie. Dla gromady ustalono 23 członków gromadzkiej rady narodowej.
1 stycznia 1959 do gromady Łagów przyłączono obszar zniesionej gromady Płucki oraz wieś Winna ze zniesionej gromady Wszachów.
31 grudnia 1959 do gromady Łagów przyłączono obszar zniesionej gromady Złota Woda oraz wsie Gęsice, Sadków, Duraczów, Melonek i Ruda wraz z kolonią Gęsice ze zniesionej gromady Gęsice.
1 stycznia 1969 do gromady Łagów przyłączono wieś Czyżów ze zniesionej gromady Bardo.
Gromada przetrwała do końca 1972 roku, czyli do kolejnej reformy gminnej. 1 stycznia 1973 reaktywowano gminę Łagów.